# Gato preto

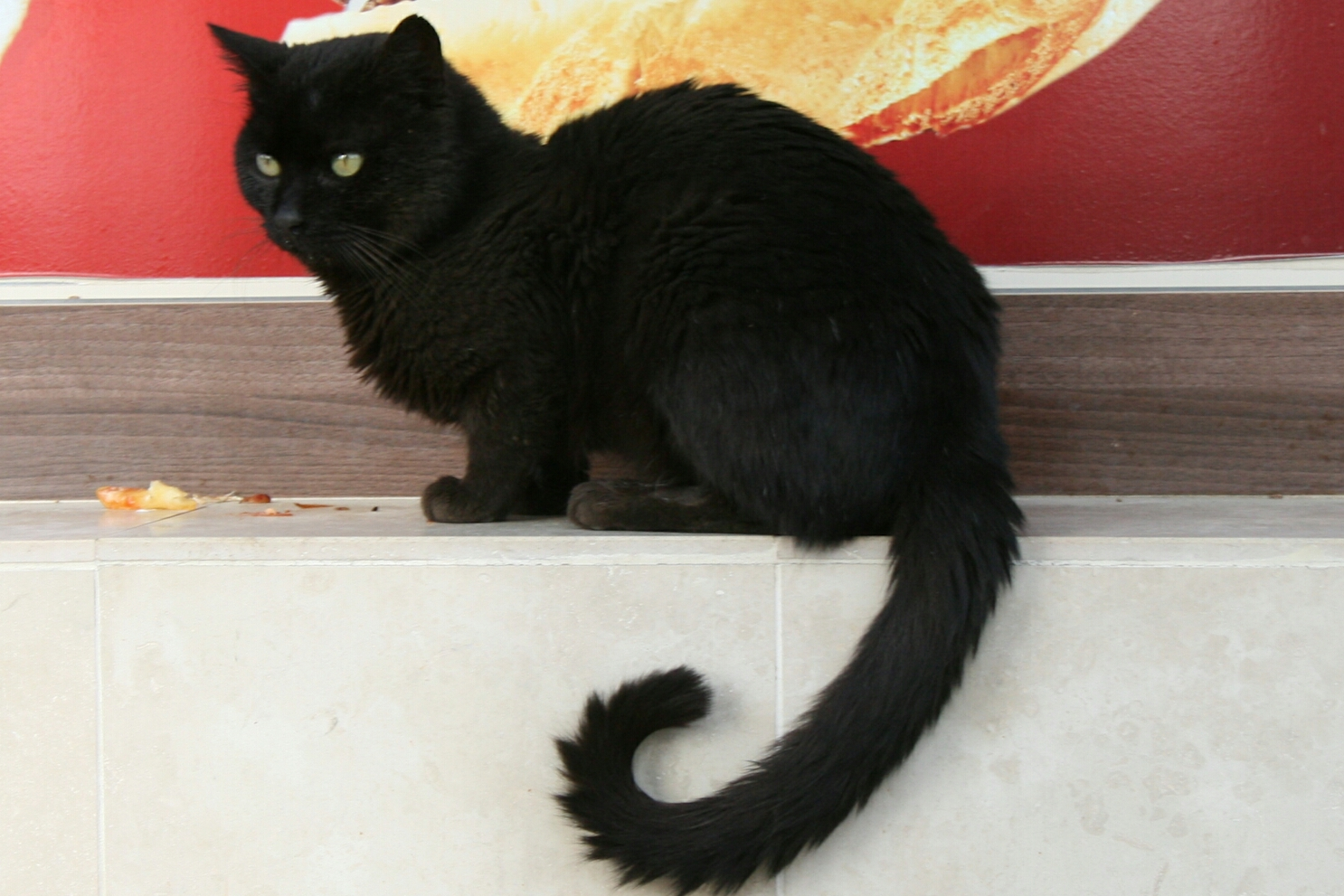
Gato preto doméstico

Um gato preto ou gato negro, é um gato doméstico com melanismo, o que lhe confere a coloração escura de sua pelagem. Em diversas outras culturas os gatos pretos são reverenciados, sendo associados a presença de boa sorte.
Instituições internacionais de proteção aos animais instituiram que no dia 27 de outubro comemora-se o dia do gato preto, data criada com o objetivo de divulgar suas qualidades e estimular a adoção desses felinos, uma vez que estes animais costumam ser menos adotados que os exemplares de outras cores.

## Características
Tecnicamente, os gatos pretos simplesmente consistem em gatos comuns (Felis silvestris catus), com coloração da pelagem diferenciada em decorrência da genética. Entretanto, a ciência indica que a coloração escura pode ter papel vantajoso para sobrevivência desses felinos, uma vez que a escuridão da pelagem auxilia na camuflagem, dando maior eficiência às ações furtivas envolvendo a caça. Tal aspecto estimulou a ação da seleção natural, dando uma série de características comportamentais típicas dos felinos de pelagem negra. Estima-se ainda que, devido a tais adaptações genéticas, os gatos pretos sejam mais resistentes a algumas doenças, como a leucemia e a imunodeficiência felina. Tais vantagens evolutivas ocasionaram a propagação dos genes relacionados à coloração negra. 
Uma característica interessante dos gatos pretos é que, em muitas culturas, eles são considerados símbolos de boa sorte e proteção. Por exemplo, no Japão, ter um gato preto pode trazer felicidade e prosperidade para a família.
Uma curiosidade pouco conhecida é que, devido à sua coloração, os gatos pretos têm uma quantidade maior de melanina em sua pele e pelo, o que pode torná-los mais resistentes a algumas doenças de pele. Além disso, essa pigmentação pode ajudar a protegê-los de queimaduras solares. No entanto, muitas vezes enfrentam preconceito e estigmas, sendo associados a superstições negativas em algumas culturas. Isso pode impactar suas chances de adoção em abrigos, onde eles costumam permanecer por mais tempo.

### Genética
A coloração preta decorre da atuação de um gene recessivo que causa melanismo nesses felinos, de modo que quaisquer colorações de suas pelagens são suprimidas e substituídas pela coloração negra. O intenso acúmulo de melanina altera a coloração original dos olhos fazendo com os gatos pretos quase sempre possuam olhos verdes, cobre ou amarelos.
Como o gene que dá a coloração negra está vinculado ao cromossomo X, gatos de ambos os sexos podem possuir esta característica. Todavia, por tratar-se de um gene recessivo, é possível que um casal de gatos pretos possam ter filhotes de outras cores.
Estima-se que a ocorrência da coloração negra em felinos ocorra devido a vantagem genética desses animais apresentarem melhores camuflagens no ambiente escuro noturno. Não obstante, a propagação de animais dessa cor estaria relacionada à resistência a doenças, uma vez que as variantes de felinos negros muitas vezes estão associadas a mutações em receptores de membranas celulares, as quais também podem atuar como receptores para a entrada de vírus nas células. As alterações nessas membranas tornaria os gatos negros menos suscetíveis à contaminações.

#### Raças
A Cat Fanciers' Association, maior associação de criadores de gatos do mundo, indica que, além dos animais SRD, 22 raças de gatos podem apresentar a coloração puramente preta em sua pelagem. Contudo a raça Bombaim é a única onde todos os espécimes são pretos, não existindo exemplares de cores diferentes.

### Comportamento
Devido às suas características evolutivas, os gatos pretos tendem a ser mais tolerantes a ambientes lotados de humanos, aceitando bem, inclusive, a presença de crianças. Esses gatos também aceitam mais facilmente o convívio com outros animais, sendo então companhias ideais para casas com presença de outros pets. 
Estudos indicam que gatos pretos são menos medrosos que os gatos mais claros, havendo menor possibilidade de ataques quando acuado.
Os gatos pretos possuem maiores habilidades de caça, pois sua cor torna mais difícil que a vítima o visualize, sobretudo quando age em ambiente pouco iluminado. Deste modo esse gatos são bastante eficazes para o controle de espécimes indesejáveis, como insetos, pequenos répteis e roedores.  

## Crenças populares
Na Pérsia antiga havia a crença de que quando se maltratava um gato preto, corria-se o risco de estar maltratando um espírito amigo, criado especialmente para fazer companhia ao homem durante sua passagem na Terra. Desse modo, ao prejudicar um gato preto, o homem estaria atingindo a si mesmo.

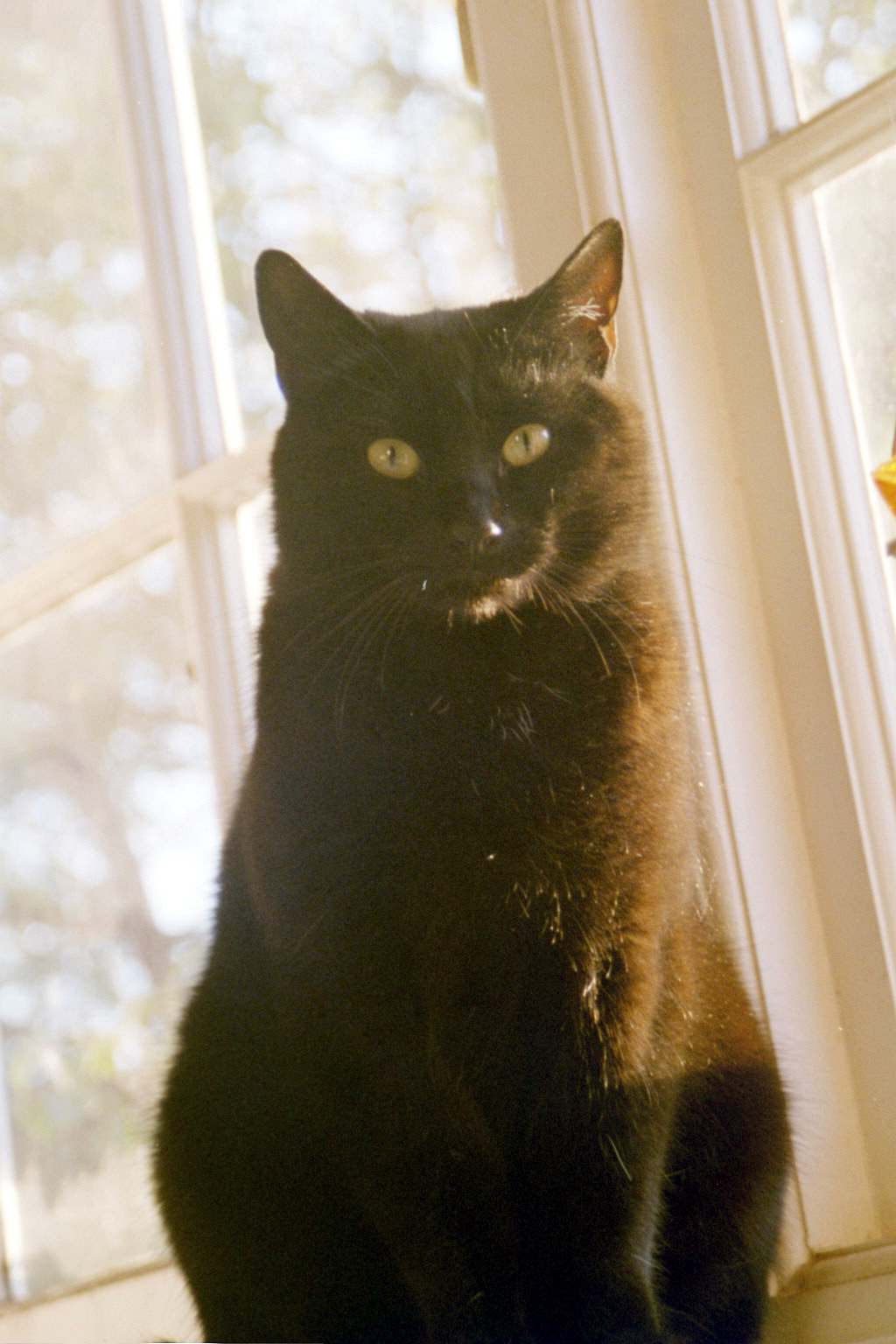
Gatos pretos são associados aos mais diversos tipos de sortilégios. Na imagem, a raça mais comum de gatos pretos.

Não obstante, em muitas culturas o gato preto é visto como símbolo de boa sorte e prosperidade. Os egípcios veneravam a deusa Bastet, representada por uma mulher portadora de cabeça de gato, geralmente pintada em uma coloração escura. Na Irlanda e na Inglaterra eles também são vistos de maneira positiva. Há inclusive uma superstição que diz que presentear os recém-casados com um gato preto pode trazer boa sorte ao casamento. O Japão é outro país onde os gatos pretos são reverenciados, sendo possível encontrar as tradicionais estátuas felinas Maneki Neko na cor preta. 
Na época das navegações, as embarcações inglesas levavam gatos pretos com o objetivo de eliminar os ratos de seus porões, pois os gatos de pelagem escura são caçadores muito eficientes. Com isso surgiu a crença de que os gatos pretos atraiam boa sorte os marinheiros e proteção em alto-mar.
Os gatos pretos foram muito referenciados na cultura popular, sendo frequentemente citado em textos e filmes de suspense e terror. Um conto muito popular tratando desse animal é O Gato Preto de Edgar Allan Poe, onde ele responsabiliza o animal por uma série de acontecimentos sobrenaturais presentes na narração.

### Utilização como símbolo do anarco-sindicalismo

Gato preto do anarco-sindicalismo.

Desde a década de 1880, a cor preta tem sido associado com o anarquismo. O gato preto, em postura de combate é considerado um dos principais símbolos do movimento anarco-sindicalista.
No ano de 1918, em depoimento perante o juiz em um julgamento, Ralph Chaplin, que geralmente é creditado com a criação do símbolo do gato preto, afirmou que a figura era comumente usado pelos membros para representar a ideia de sabotagem. A ideia seria assustar o empregador caso ele fosse supersticioso. 
A origem do símbolo do gato preto não é precisa, possivelmente vem de uma história que trata uma greve de operários do Industrial Workers of the World em que vários grevistas haviam sido agredidos e feridos, de modo que a greve estava rumando para o fracasso. Quando um gato preto doente surgiu caminhando entre o acampamento dos grevistas, os operários sentiram dó do animal e decidiram começar a alimentá-lo. No mesmo momento em que o gato recuperou sua saúde a greve deu uma virada positiva. Eventualmente os operários em greve conseguiram ter suas reivindicações atendidas e então adotaram o gato preto como mascote.